# أرماندو كوينتيرو مارتينيز
أرماندو كوينتيرو مارتينيز (بالإسبانية: Armando Quintero Martínez)‏ هو نقابي وسياسي مكسيكي، ولد في 25 نوفمبر 1954 في مدينة مكسيكو في المكسيك. حزبياً، نشط في Citizens' Movement (Mexico) ‏. وقد انتخب عضو مجلس النواب المكسيك.